# 충헌공 윤전 재실
충헌공 윤전 재실(忠憲公 尹烇 齋室)은 대한민국 충청남도 논산시 노성면 병사리에 있는 조선시대의 건물이다. 1996년 11월 30일 충청남도의 문화재자료 제350호로 지정되었다.

## 개요
무덤은 관리하고 제사를 지내기 위해 지은 건물이다.
충헌공 윤전은 조선 중기 문신으로 광해군 2년(1610)에 과거에 급제하였으며, 1627년 정묘호란이 일어나자 김장생의 종사관으로 활약하였다. 1636년 병자호란 때에는 강화에 들어갔으나 성이 함락되어 자결하려 하였지만 실패하여 적병에게 피살되었다. 윤전은 인정이 두터우며 신중하다는 평을 들었으며 시호는 충헌(忠憲)이다.
이 재실은 ㄱ자형 구조로 한쪽 지붕은 옆면에서 볼 때 사람 인(人)자 모양의 맞배지붕이며, 다른 한쪽은 옆면에서 볼 때 여덟 팔(八)자 모양의 팔작지붕이다. 기둥은 네모난 것을 사용하였으며 옆면과 뒷면을 단순하게 지었다.

## 같이 보기
- 윤전

## 참고 문헌
- 충헌공 윤전 재실 - 국가유산청 국가유산포털